# Claudia Vicente
Claudia Vicente est une gardienne internationale portugaise de rink hockey. 

## Palmarès
En 2016, elle participe au championnat du monde.